# Sulawesihoutsnip
De sulawesihoutsnip (Scolopax celebensis) is een vogel uit de familie Scolopacidae (Strandlopers en snippen). Het is een voor uitsterven gevoelige, endemische vogelsoort op Sulawesi (vroeger heette dit Celebes), een van de Grote Soenda-eilanden van Indonesië.

## Kenmerken
Deze soort snip is 30 tot 35 cm lang, gemiddeld bijna even groot als de (gewone) houtsnip, met hetzelfde postuur en gedrag, maar met andere schakeringen in het verenkleed. De vogel is donker, bijna zwart van boven met een roodbruin vlekkenpatroon, dat lijkt op dat van de gewone houtsnip; van onder is de vogel bijna egaal okerkleurig bruin. De poten en de snavel zijn langer dan bij de gewone houtsnip en donker gekleurd. De ondersoort  S. c. heinrichi heeft een 10% kortere snavel.

## Verspreiding en leefgebied
Deze soort is endemisch op Sulawesi en telt twee ondersoorten:
- S. c. heinrichi: noordoostelijk Sulawesi.
- S. c. celebensis: Midden-Sulawesi.

Het leefgebied bestaat uit bergbossen met struikvormige ondergroei, vaak bamboe, in de buurt van stromend water op hoogten tussen 1700 en 2300 m boven zeeniveau. Mogelijk ook wel in lager gelegen gebied. De ecologische kennis over deze soort is beperkt.

## Status
De sulawesihoutsnip heeft een beperkt verspreidingsgebied en daardoor is de kans op uitsterven aanwezig. De grootte van de populatie is niet gekwantificeerd. De populatie-aantallen nemen waarschijnlijk af door habitatverlies, verstoring en predatie door verwilderde katten en mogelijk ook door klimaatverandering. Ondanks deze redenen staat deze soort als niet bedreigd op de Rode Lijst van de IUCN.